# Daniel McKenzie

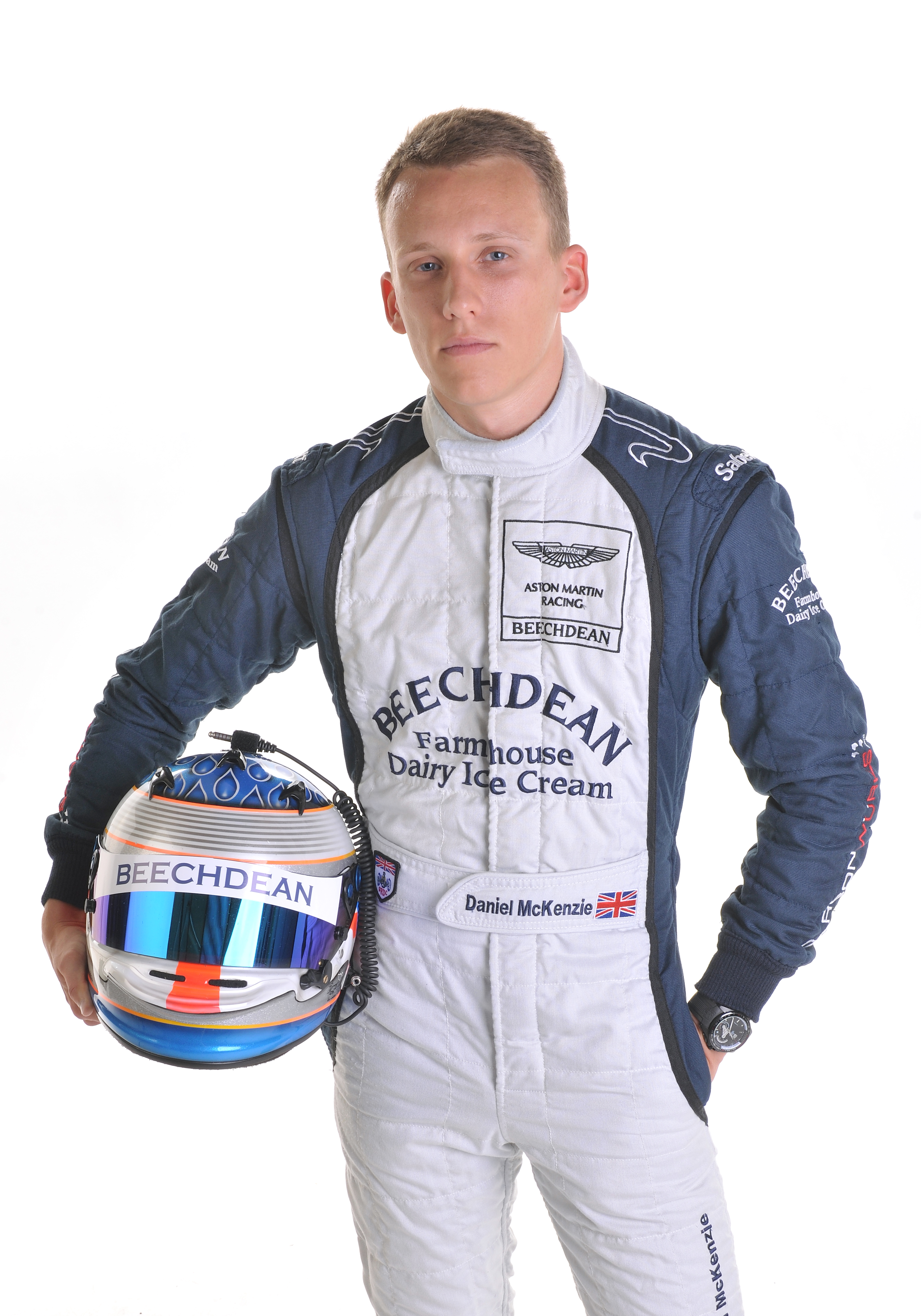
Daniel McKenzie

Daniel McKenzie (Reading, 24 oktober 1988) is een Brits autocoureur.

## Carrière

### Vroege carrière
Net zoals de meeste coureurs begon ook McKenzie zijn autosportcarrière in het karting, van de Junior Rotax totdat hij zijn debuut maakte in de echte autosport in het Radical SR4 Biduro Championship in 2005, waar hij als vierde in het kampioenschap eindigde.

### Formule BMW
In 2006 maakte McKenzie zijn debuut in het formuleracing in de Britse Formule BMW voor het team Promatecme – RPM team. In zijn debuutseizoen scoorde hij drie punten, waarmee hij als negentiende in het kampioenschap eindigde. Aan het eind van het jaar stapte hij over naar Fortec Motorsport, waar hij de Formule BMW World Final reed in Valencia, waar hij als twintigste finishte.
McKenzie bleef in 2007 in de Britse Formule BMW rijden voor Fortec. Terwijl zijn teamgenoot Marcus Ericsson de titel behaalde, eindigde McKenzie op de elfde plaats. Ook dit jaar reed hij in de World Final, maar deze keer viel hij uit. Ook reed hij twee races in de Formule BMW ADAC in Duitsland.

### Formule Renault 2.0
In 2008 stapte McKenzie over naar de Formule Renault 2.0 in zowel de Eurocup Formule Renault 2.0 als in het Formule Renault 2.0 WEC voor Fortec. In de Eurocup scoorde hij geen punten met als beste resultaat een veertiende plaats op Silverstone, terwijl hij in het West-Europees kampioenschap vier punten behaalde in Estoril en als 23e eindigde in de stand.

### Formule 3
In 2009 maakte McKenzie de overstap naar het Britse Formule 3-kampioenschap voor Fortec in de nationale klasse met een oud Dallara F307-chassis. Hij behaalde de titel in de voorlaatste ronde in Portimão in hetzelfde weekend waarin Daniel Ricciardo de internationale titel won. Tijdens het seizoen behaalde hij negentien podiumplaatsen in twintig races, inclusief elf overwinningen.
Aan het eind van het seizoen maakte McKenzie zijn debuut in de Grand Prix van Macau. Hij behaalde de 25e plaats in de kwalificatie, maar moest in de eerste ronde opgeven door een ongeluk met meerdere auto's.
McKenzie reed in 2010 in de internationale klasse van de Britse Formule 3 voor Fortec met als teamgenoten Oliver Webb en Max Snegirev. Hij behaalde een negende plaats in het kampioenschap met twee overwinningen op Rockingham Motor Speedway en Brands Hatch met nog twee andere podiumplaatsen. Hij was ook de enige coureur in de internationale klasse die alle 30 races aan de finish kwam.

### Formule Renault 3.5 Series
Nadat hij in oktober 2010 deelnam aan tests van de Formule Renault 3.5 Series voor Fortec, maakte McKenzie de overstap naar dit kampioenschap in 2011 voor het team Comtec Racing met als teamgenoot de Nederlander Daniël de Jong. Hij eindigde hier als dertigste in het kampioenschap zonder punten met een twaalfde plaats in de finale in Barcelona als beste resultaat.

### Formule 2
In maart 2012 werd bekend dat McKenzie de overstap maakt naar de Formule 2 voor dat jaar.